# Branislav Ivanović
Branislav „Bane“ Ivanović (serbisch-kyrillisch Бранислав Ивановић; * 22. Februar 1984 in Sremska Mitrovica, SR Serbien, SFR Jugoslawien) ist ein ehemaliger serbischer Fußballspieler, der zuletzt bei West Bromwich Albion unter Vertrag stand. Er war Kapitän der serbischen Fußballnationalmannschaft. Seine Hauptposition ist die des Innenverteidigers, er wird aber auch als rechter Außenverteidiger oder als defensiver Mittelfeldspieler eingesetzt.

## Vereinskarriere

### FK Srem
Branislav Ivanović startete seine Profikarriere im Juli 2002 beim serbischen Zweitligisten FK Srem aus Sremska Mitrovica. Mit 18 Jahren gelang ihm der Sprung aus der Jugendmannschaft in den Profikader des Vereins.

### OFK Belgrad
Schon ein Jahr darauf wechselte Ivanović ablösefrei zum Hauptstadtverein OFK Belgrad in die SuperLiga, der höchsten Fußballliga Serbiens. Ivanovićs offensive Einstellung und die Vorliebe, sich nicht an seine Position des rechten Außenverteidigers zu binden, sorgten dafür, dass er Tore oft vorbereitete und erzielte. In insgesamt 73 Einsätzen gelang es dem Abwehrspieler sechs Mal das gegnerische Tor zu treffen.

### Lokomotive Moskau
Sein Talent erkannten auch die Scouts des russischen Traditionsklubs Lokomotive Moskau. Diese arrangierten in der Wintertransferperiode der Saison 2005/06 für eine Ablösesumme von einer Million Euro einen Wechsel des Spielers in die russische Metropole. 2007 gewann der Abwehrspieler mit Lok Moskau den Russischen Pokalwettbewerb.

### FC Chelsea
Der FC Chelsea wurde im Januar 2008 mit Lokomotive Moskau über den Wechsel des Spielers einig. Roman Abramowitschs Verein holte den jungen Serben für viereinhalb Jahre und einer vermuteten Ablösesumme von 8,9 Mio. £ (ca. 12,2 Mio. Euro) an die Londoner Stamford Bridge. Sein Pflichtspieldebüt für Chelsea absolvierte er erst acht Monate nach seiner Verpflichtung am 24. September 2008 im Carling Cup gegen den FC Portsmouth. Das Ligadebüt war das 2:0 von Chelsea gegen Aston Villa am 5. Oktober 2008. Seine ersten beiden Tore im Dress der Blues erzielte er am 8. April 2009 im Hinspiel des Champions-League-Viertelfinales gegen den FC Liverpool, beide per Kopf nach einem Eckball. Im April 2013 wurde Ivanović in einem Spiel gegen den FC Liverpool vom Gegenspieler Luis Suárez gebissen. Suarez wurde zu 10 Spielen Sperre verurteilt. Im Finale der Europa League 2012/13 gegen Benfica Lissabon gelang ihm, ebenfalls per Kopf nach einem Eckball, in der letzten Minute der Nachspielzeit der Siegtreffer, welcher seiner Mannschaft den Titelgewinn sicherte.

## Nationalmannschaft
Am 27. Mai 2004 debütierte Ivanović im Trikot der Serbisch-Montenegrinischen U-21-Auswahl bei der Europameisterschaft 2004 in Deutschland im Spiel gegen die kroatische Elf. Ivanović wurde nach der Halbzeitpause eingewechselt und erzielte in der 86. Minute das entscheidende 3:2-Siegtor für die Serben. Durch seine hervorragende Spielweise sicherte er sich einen Stammplatz in der Nationalmannschaft und stand beim Finale der EM 2004 im Bochumer Ruhrstadion bereits von Anfang an auf dem Platz.
Bane wurde bereits nach wenigen Spielen vom Trainer zum Mannschaftskapitän der Nationalmannschaft ernannt. Es folgten noch weitere Teilnahmen an den U21-Europameisterschaftsspielen 2006 in Portugal und 2007 in den Niederlanden, wo Ivanović mit der serbischen U-21-Auswahl Vizeeuropameister wurde.
Ivanovićs Debüt in der A-Mannschaft des serbisch-montenegrinischen Fußballverbands erfolgte am 8. Juni 2005 beim Freundschaftsspiel gegen Italien im kanadischen Toronto. Das erste Pflichtspiel bestritt Bane am 8. September 2007 beim Qualifikationsspiel zur Europameisterschaft 2008 gegen Finnland (zum ersten Mal für die Serbische Nationalmannschaft, da sich das Staatenbündnis Serbien und Montenegro löste). Javier Clemente setzte Ivanović in die Startelf und ließ ihn für die gesamte Spielzeit auf dem Platz.
Bereits vier Tage später, am 12. September 2007, erzielte Ivanović in den Schlussminuten den 1:1-Ausgleichstreffer im Spiel gegen die Auswahl Portugals und hielt somit Serbien im Kampf um die Qualifikation zur EM 2008 im Rennen. 2009 gelang die Qualifikation für die Fußball-Weltmeisterschaft 2010 in Südafrika. Serbien schied zwar noch in der Vorrunde aus, Ivanović absolvierte jedoch alle drei Vorrundenspiele. Auch bei der Fußball-Weltmeisterschaft 2018 konnte er sich mit Serbien für die Endrunde qualifizieren; Serbien schied wiederum nach den Vorrundenspielen aus, von denen Ivanović die ersten beiden absolvierte.

## Erfolge

### Verein
- Russischer Pokalsieger: 2006/07, 2019/20
- Russischer Meister: 2018/19, 2019/20
- Englischer Meister: 2009/10, 2014/15, 2016/17
- Englischer Pokalsieger: 2009/10
- Englischer Ligapokalsieger: 2015
- In die beste Premier-League-Elf der Saison 2009/10 gewählt worden
- UEFA Champions League: 2011/12
- UEFA Europa League: 2012/13

### Nationalmannschaft
- Vize-U21-Europameister 2004 (Italien 3:0 Serbien)
- Dritter Platz U21-Europameisterschaft 2006 (Ukraine 0:0 (5:4 n. E.) Serbien)
- Vize-U21-Europameister 2007 (Niederlande 4:1 Serbien)